# Kirk Baxter
Kirk Baxter, född 1972 i Sydney, är en australisk filmklippare. Han har vunnit två Oscar för bästa klippning.

## Filmografi (i urval)
- 2008 – Benjamin Buttons otroliga liv
- 2010 – Social Network
- 2011 – The Girl with the Dragon Tattoo
- 2014 – Gone Girl
- 2020 – Mank
- 2023 – The Killer